# Lago Regillo

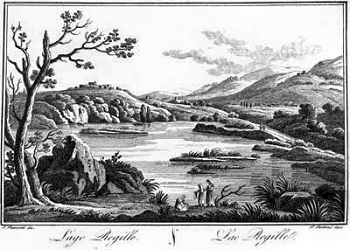
Incisione del Lago Regillo

Il lago Regillo (in latino Regillus) era un lago di origine vulcanica sito nell'agro tuscolano, prosciugato nel XVII secolo. L'etimologia della parola "Regillo" sembra collegarsi alla presenza di un adiacente tempio di Giunone Regina.

## Descrizione
La precisa localizzazione del lago è ancora incerta; secondo una ipotesi esso si trovava nella piana fra Monte Porzio Catone e Finocchio (via Prataporci), a pochi chilometri dalla città di Roma. Secondo un'altra ipotesi era situato tra la via Prenestina e la via Casilina, nel territorio di Monte Compatri. 
Il lago deve la sua notorietà alla battaglia del lago Regillo, avvenuta verso il 496 a.C., tra Repubblica romana e Lega Latina che sosteneva il deposto re Tarquinio il Superbo.